# مارثا خيمينيز
مارثا خيمينيز هي نحّاتة وفنانة ورسامة كوبية، ولدت في 23 فبراير 1948 في هولغوين في كوبا.

## وصلات خارجية
- الموقع الرسمي